# Diócesis de Jericó
La diócesis de Jericó (en latín: Dioecesis Iericoënsis) es una circunscripción eclesiástica de la Iglesia católica en Colombia. Se trata de una diócesis latina, sufragánea de la arquidiócesis de Medellín. Desde el 13 de junio de 2013 su obispo es Noel Antonio Londoño Buitrago, de la Congregación del Santísimo Redentor.

## Territorio y organización

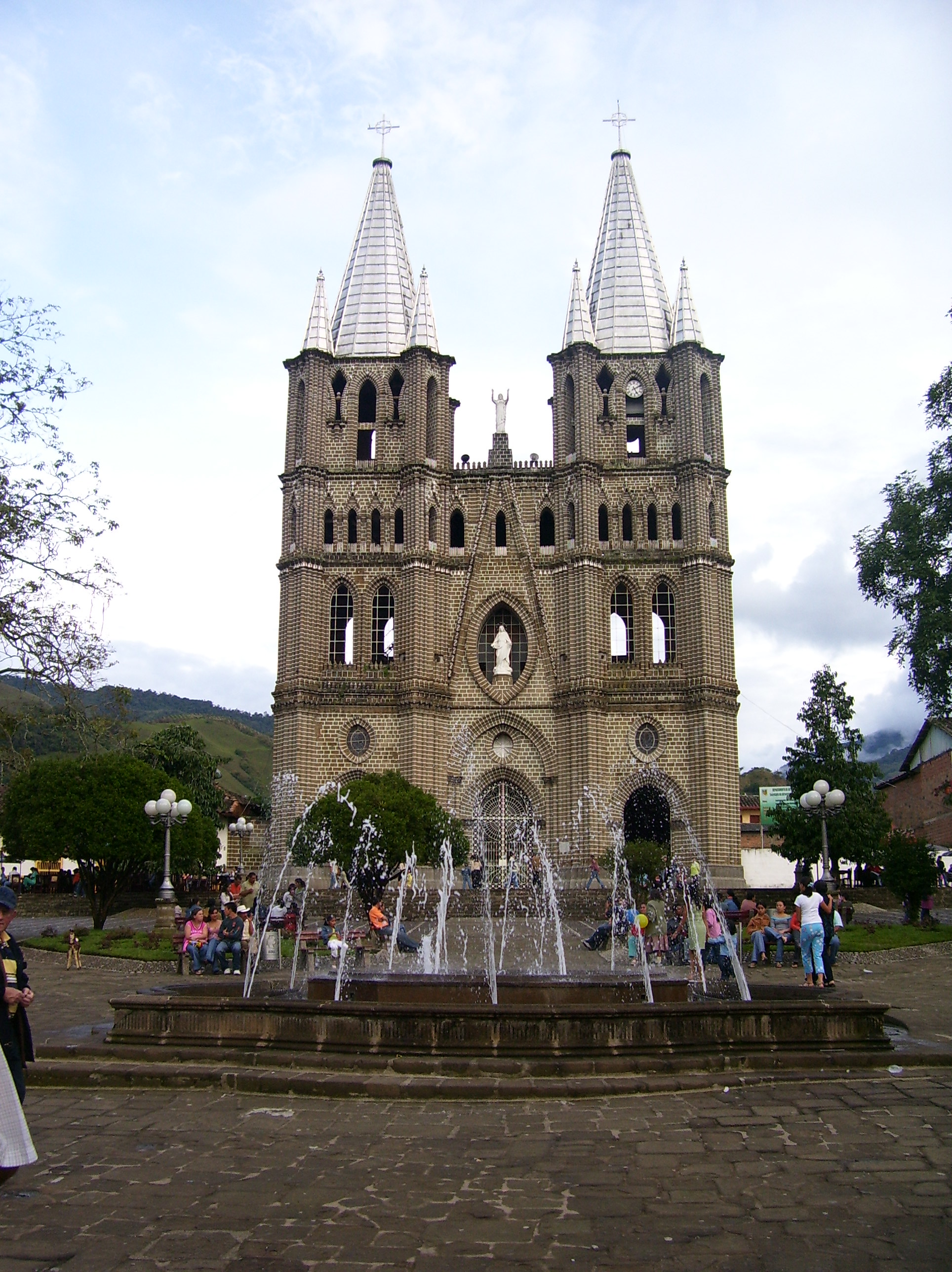
Basílica menor de la Inmaculada Concepción, en Jardín

La diócesis tiene 3000 km² y extiende su jurisdicción sobre los fieles católicos de rito latino residentes en 15 municipios del departamento de Antioquia: Andes, Betania, Betulia (excepto el corregimiento de Altamira, que pertenece a la arquidiócesis de Santa Fe de Antioquia), Ciudad Bolívar, Caramanta, Concordia, Hispania, La Pintada, Jardín, Jericó, Pueblorrico, Salgar, Tarso, Támesis y Valparaíso.

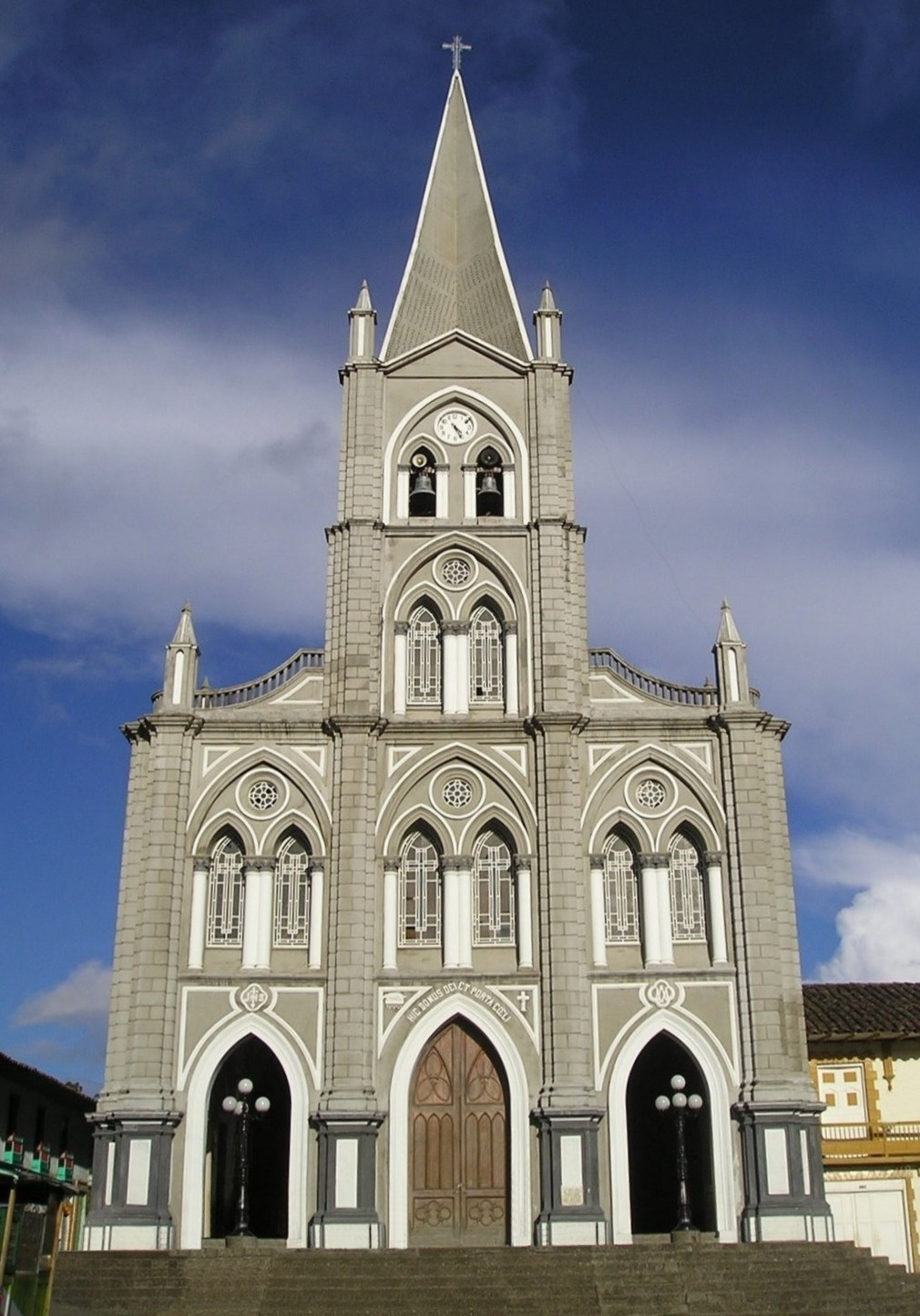
Iglesia de la Inmaculada Concepción, en Caramanta

El territorio de la diócesis está situado en el llamado Suroeste de Antioquia, y localizado sobre la margen occidental del río Cauca. Limita con la arquidiócesis de Santa Fe de Antioquia por el norte; por el oriente con la diócesis de Caldas; por el sureste con la arquidiócesis de Manizales; por el sur con la diócesis de Pereira; y con la diócesis de Quibdó por el occidente.
La sede de la diócesis se encuentra en la ciudad de Jericó, en donde se halla la Catedral de Nuestra Señora de las Mercedes. En Jardín se halla la basílica de la Inmaculada Concepción.
En 2021 en la diócesis existían 30 parroquias agrupadas en 4 vicarías foráneas: Nuestra Señora de las Mercedes, San Pablo, San Pedro y San Juan Bautista:
Vicaría Nuestra Señora de las Mercedes
- Nuestra Señora de las Mercedes, Catedral (Jericó);
- El Inmaculado Corazón de María (Jericó);
- San Antonio de Padua (Pueblorrico);
- San Pablo (Tarso);
- Nuestra Señora de Chiquinquirá (Corregimiento Buenos Aires, Andes).

Vicaría San Pablo
- La Inmaculada Concepción (Ciudad Bolívar);
- María Auxiliadora (Ciudad Bolívar);
- San Bernardo (Corregimiento Farallones, Ciudad Bolívar);
- San Pío X (Corregimiento San Gregorio o Alfonso López, Ciudad Bolívar);
- San Juan Evangelista (Salgar);
- Nuestra Señora del Carmen (Corregimiento La Cámara, Salgar);
- San Juan de Ávila (Corregimiento Peñalisa, Salgar);
- Nuestra Señora de las Mercedes (Concordia);
- Nuestra Señora del Perpetuo Socorro (Corregimiento El Socorro, Concordia);
- La Inmaculada Concepción (Betulia).

Vicaría San Pedro
- San Antonio de Padua (Támesis);
- Santa Teresa de Ávila (Corregimiento Palermo, Támesis);
- San Pablo (Corregimiento San Pablo, Támesis);
- Santa Ana (Valparaíso);
- La Inmaculada Concepción (Caramanta);
- Nuestra Señora de los Dolores (Corregimiento Alegrías, Caramanta);
- La Santa Cruz (Corregimiento Sucre, Caramanta);
- El Sagrado Corazón de Jesús (El Crucero, La Pintada).

Vicaría San Juan Bautista
- Nuestra Señora de las Mercedes (Andes);
- San Pedro Claver (Andes);
- El Sagrado Corazón de Jesús (Corregimiento Tapartó, Andes);
- La Inmaculada Concepción (Corregimiento San José, Andes);
- Santa Rita de Casia (Corregimiento Santa Rita, Andes);
- San Antonio de Padua (Corregimiento Santa Inés, Andes);
- Nuestra Señora de las Mercedes (Hispania);
- San Rafael Arcángel (Betania);
- La Inmaculada Concepción (Jardín).

## Historia
La diócesis de Jericó fue erigida el 29 de enero de 1915 mediante la bula Universi Dominici Gregis del papa Benedicto XV, derivando el territorio de la diócesis de Antioquia (hoy arquidiócesis de Santa Fe de Antioquia); la nueva diócesis pasó a ser sufragánea de la arquidiócesis de Medellín.
En 1916 se inauguró el seminario, dedicado a san Juan Eudes y encomendado a la Congregación de Jesús y María (padres eudistas). De allí se formaron sacerdotes que influyeron notablemente en la vida de la región como es el caso del presbítero Francisco Luis Lema, y el de Arturo Correa Toro.
El 5 de febrero de 1917 mediante la bula Quod Catholicae Religionis se unió aeque principaliter a la diócesis de Antioquia y al mismo tiempo se amplió con el territorio de El Carmen de Atrato que pertenecía a la prefectura apostólica del Chocó. La bula estableció que la sede de las dos diócesis unidas era la ciudad de Jericó. La unión aeque principaliter fue motivada por el hecho de que, con la misma bula, la diócesis de Antioquia quedó reducida a sólo nueve parroquias para la erección de la diócesis de Santa Rosa de Osos. Además, a mediados de 1917 se recibió comunicación de que tres de estas parroquias pasarían a la prefectura apostólica de Urabá, erigida en el año siguiente.
La unión aeque principaliter duró hasta el 3 de julio de 1941, cuando, mediante otra bula llamada Universi Dominici Gregis, el papa Pío XII estableció la separación de las dos diócesis. Al mismo tiempo, Jericó cedió una porción de su territorio a la diócesis de Antioquia (Anzá, Caicedo y Urrao).
El 8 de abril de 1954 cedió el territorio del municipio de El Carmen de Atrato al vicariato apostólico de Quibdó (hoy diócesis de Quibdó) mediante el decreto Apostolica sedes.

## Estadísticas
Según el Anuario Pontificio 2022 la diócesis tenía a fines de 2021 un total de 232 790 fieles bautizados.
| Año                                                                             | Población            | Población | Población      | Sacerdotes | Sacerdotes    | Sacerdotes    | Bautizados por sacerdote | Diáconos permanentes | Religiosos | Religiosos | Parroquias |
| Año                                                                             | Bautizados católicos | Total     | % de católicos | Total      | Clero secular | Clero regular | Bautizados por sacerdote | Diáconos permanentes | Varones    | Mujeres    | Parroquias |
| ------------------------------------------------------------------------------- | -------------------- | --------- | -------------- | ---------- | ------------- | ------------- | ------------------------ | -------------------- | ---------- | ---------- | ---------- |
| 1950                                                                            | 250 000              | 250 000   | 100.0          | 84         | 79            | 5             | 2976                     |                      | 6          | 223        | 20         |
| 1966                                                                            | 312 000              | 312 000   | 100.0          | 124        | 118           | 6             | 2516                     |                      | 8          | 223        | 30         |
| 1970                                                                            | 260 000              | 260 000   | 100.0          | 84         | 82            | 2             | 3095                     |                      | 8          | 255        | 28         |
| 1976                                                                            | 240 000              | 240 500   | 99.8           | 74         | 72            | 2             | 3243                     |                      | 3          | 236        | 24         |
| 1980                                                                            | 214 000              | 215 000   | 99.5           | 71         | 69            | 2             | 3014                     |                      | 3          | 151        | 29         |
| 1990                                                                            | 269 000              | 270 000   | 99.6           | 74         | 72            | 2             | 3635                     |                      | 7          | 167        | 32         |
| 1999                                                                            | 208 000              | 210 000   | 99.0           | 84         | 81            | 3             | 2476                     |                      | 3          | 170        | 32         |
| 2000                                                                            | 208 000              | 210 000   | 99.0           | 81         | 81            |               | 2567                     | 1                    |            | 170        | 33         |
| 2001                                                                            | 208 000              | 210 000   | 99.0           | 79         | 79            |               | 2632                     | 1                    |            | 170        | 33         |
| 2002                                                                            | 213 500              | 215 000   | 99.3           | 79         | 79            |               | 2702                     | 1                    |            | 165        | 33         |
| 2003                                                                            | 218 000              | 220 000   | 99.1           | 77         | 77            |               | 2831                     | 2                    |            | 165        | 33         |
| 2004                                                                            | 228 000              | 230 000   | 99.1           | 76         | 76            |               | 3000                     |                      |            | 167        | 33         |
| 2006                                                                            | 234 000              | 237 000   | 98.7           | 76         | 76            |               | 3078                     | 1                    |            | 170        | 33         |
| 2013                                                                            | 254 000              | 259 000   | 98.1           | 87         | 87            |               | 2919                     | 2                    |            | 121        | 33         |
| 2016                                                                            | 262 951              | 268 000   | 98.1           | 76         | 76            |               | 3459                     | 2                    |            | 106        | 33         |
| 2019                                                                            | 226 000              | 228 000   | 99.1           | 85         | 85            |               | 2658                     | 4                    |            | 93         | 33         |
| 2021                                                                            | 232 790              | 235 000   | 99.1           | 86         | 86            |               | 2706                     | 4                    |            | 52         | 30         |
| Fuente: Catholic-Hierarchy, que a su vez toma los datos del Anuario Pontificio. |                      |           |                |            |               |               |                          |                      |            |            |            |

## Episcopologio
- Maximiliano Crespo Rivera † (1915-7 de febrero de 1917 nombrado obispo de Santa Rosa de Osos) (administrador apostólico)

- Francisco Cristóbal Toro Correa † (8 de febrero de 1917-3 de julio de 1941 nombrado obispo de Antioquia)[nota 2]
- Antonio José Jaramillo Tobón † (7 de febrero de 1942-31 de marzo de 1960 renunció[nota 3])
- Augusto Trujillo Arango † (31 de marzo de 1960-20 de febrero de 1970 nombrado arzobispo de Tunja)
- Juan Eliseo Mojica Oliveros † (4 de junio de 1970-26 de abril de 1977 nombrado obispo de Garagoa)
- Augusto Aristizábal Ospina † (29 de octubre de 1977-7 de octubre de 2003 retirado)
- José Roberto López Londoño † (7 de octubre de 2003-13 de junio de 2013 retirado)
- Noel Antonio Londoño Buitrago, C.SS.R., desde el 13 de junio de 2013